# بريدجيت تورنر
بريدجيت تورنر (بالإنجليزية: Bridget Turner)‏ هي ممثلة بريطانية، ولدت في 22 فبراير 1939 في Cleethorpes ‏ في المملكة المتحدة، وتوفيت في 27 ديسمبر 2014 بسبب مرض.

## أعمال

### مسلسلات
- كبرياء وتحامل

## وصلات خارجية
- بريدجيت تورنر على موقع IMDb (الإنجليزية)
- بريدجيت تورنر على موقع قاعدة بيانات برودواي على الإنترنت (الإنجليزية)
- بريدجيت تورنر على موقع قاعدة بيانات الفيلم (الإنجليزية)